# Алатауская (порода коров)
Алатауская порода — порода крупного рогатого скота молочно-мясного направления. Выведена в хозяйствах Казахстана и Кыргызстана путём скрещивания местного скота со швицкой и костромской породами (зарегистрирована в 1950 году). Порода хорошо приспособлена к высокогорью и континентальному климату, обладает высокой продуктивностью и хозяйственным типом, свойственным швицкой породе.
Животные крепкого телосложения, округлой формы, мускулистые. Туловище и ноги короче, чем у швицких коров. Средний живой вес коров 500—550 кг, быков 800—850 кг. Убойный выход до 65 %. Надои молока в год 2800—3500 кг, жирность высокая — 3,7-4 %. 
Алатауская порода разводится в Алматинской и Восточно-Казахстанской области.